# Riele Downs
Riele West Downs (Toronto, 8 de julho de 2001) é uma atriz canadense. Ela é mais conhecida pelo seu papel de Charlotte Page em Henry Danger.

## Biografia
Riele nasceu e cresceu em Toronto, Canadá. Ela é uma atriz infantil e é mais conhecida por seu papel de Charlotte em Henry Danger, ela estrelou também em alguns filmes, como The Best Man Holiday, Ruby Skie PI: The Maltese Puppy e The Gabby Douglas Story. Em 2011, ela apareceu no A Russel Peters Christmas Special.

## Carreira
Riele começou a atuar quando tinha 3 anos, conseguiu seu primeiro papel no filme Four Brothers com o papel de Amelia Mercer, seu segundo filme foi A Russel Peters Christmas seu papel foi Girl Plant, em 2013 fez seu terceiro filme Fir Crazy, em 2014 em seu quarto filme que foi A História de Gabby Douglas. Em 2014, fez sua primeira série, Henry Danger, com o papel de Charlotte Page, a protagonista da série, e em 2017 fez o seu quinto filme que foi Tiny Christmas e atuou com Lizzy Greene.

## Filmografia

### Televisão e Filmes
| Ano       | Título                      | Papel                     | Ref.  |
| --------- | --------------------------- | ------------------------- | ----- |
| 2005      | Four Brothers               | Amelia Mercer             |       |
| 2011      | A Russel Peters Christmas   | Girl Plant                | [ 1 ] |
| 2013      | Fir Crazy                   |                           |       |
| 2014      | A História de Gabby Douglas | Arielle (13-16 anos)      |       |
| 2014-2020 | Henry Danger                | Charlotte Page            | [ 2 ] |
| 2016      | The Thundermans             | Charlotte Page            |       |
| 2017      | Mini Natal                  | Emma                      | [ 3 ] |
| 2018      | As Aventuras de Kid Danger  | Charlotte Page (Dublagem) |       |